# Département de la Saale

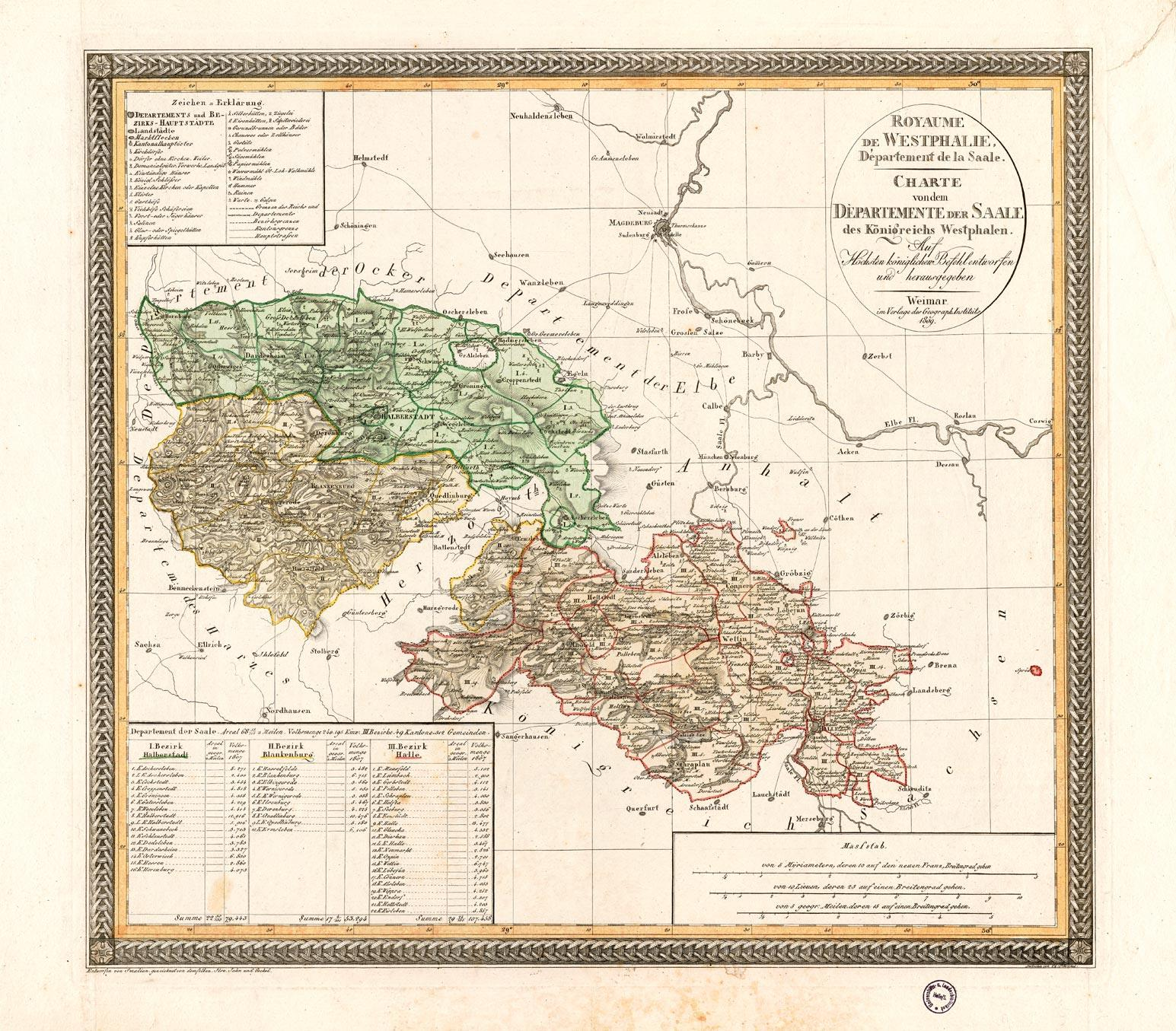
Carte du département de la Saale (1809)

Le département de la Saale (en allemand : Departement der Saale, Saale-Departement ou Saaledepartement) était un département du royaume de Westphalie. Son chef-lieu était Halberstadt. Il devait son nom à la Saale, un affluent de l'Elbe.

## Création
Le département est créé par le décret royal du 24 décembre 1807, qui ordonne la division du royaume en huit départements.

## Territoire
Selon le décret précité, le département recouvrait :
- la principauté d'Halbertsadt ;
- la principauté de Blankenburg ;
- le comté de Wernigorode ;
- la ville de Quedlinburg et son territoire ;
- le cercle de la Saale ;
- le Mansfeld prussien ;
- une partie du Mansfeld saxon ;
- quelques villages du duché de Magdebourg.

## Population
Selon le décret précité, la population du département était estimée à 206 222 habitants.

## Subdivisions
Selon le décret précité, le département était divisé en trois districts ou arrondissements dont les chefs-lieux étaient Halberstadt, Blankenburg et Halle.